# Biosphere (Film)
Biosphere ist eine Science-Fiction-Komödie von Mel Eslyn. Die Premiere des Films mit Sterling K. Brown und Mark Duplass in den Rollen der letzten beiden nach einer Katastrophe auf der Erde lebenden Menschen erfolgte im September 2022 beim Toronto International Film Festival. Im Juli 2023 kam der Film in ausgewählte US-Kinos und wurde bei AMC+ veröffentlicht. 

## Handlung
Die alten Freunde Ray und Billy leben in einer geodätischen Kuppel. Nachdem eine unbekannte Katastrophe offenbar alles andere Leben auf der Erde ausgelöscht hat, sind sie die einzigen überlebenden Menschen. Draußen herrscht absolute Schwärze. Dass die Zeit vergeht, bemerken sie nur daran, dass die 24-Stunden-Uhr der Biokuppel das Licht heller und dunkler macht, um Tag und Nacht zu simulieren. 
Um sich fit zu halten joggen Ray und Billy regelmäßig in der kleinen Kuppel und betätigen sich im Hanteltraining. Sie spielen Schach und Videospiele und führen lange Gespräche. Billy war vor der Katastrophe Präsident der USA, als es diese noch gab. Seine Amtszeit war jedoch kurz, und der eigentliche Kopf, der die Entscheidungen traf, war Ray. 
Ray, der über Kenntnisse in Naturwissenschaften verfügt, kümmert sich in der Kuppel um ihre Ernährung und hat einen kleinen Fischteich angelegt. Dieser scheint jedoch viel zu klein, um auf lange Sicht nachhaltig zu sein. Auch etwas Salat können sie in ihrer Biosphäre ernten. Als das letzte Fischweibchen stirbt, versteht Ray sofort, dass dies womöglich ihr Todesurteil ist, da sie sich größtenteils von Fischen ernährt haben.

## Produktion
Regie führte Mel Eslyn, die gemeinsam mit Mark Duplass auch das Drehbuch schrieb. Für sie handelt es sich bei Biosphere um das Regiedebüt bei einem Spielfilm, während er bereits an einer Reihe von Drehbüchern für Filme und Fernsehserien beteiligt war. Viele seiner Filmprojekte setzte er in Zusammenarbeit mit seinem Bruder Jay Duplass um. Die Brüder gelten als wichtige Vertreter des Mumblecore.
Mark Duplass und Sterling K. Brown spielen Billy und Ray, die letzten beiden Menschen auf der Erde.
Die Filmmusik komponierten Danny Bensi und Saunder Jurriaans, die gemeinsam bereits für Filme wie Der verlorene Sohn, Edison – Ein Leben voller Licht, The Discovery und God’s Creatures arbeiteten. Das Soundtrack-Album mit insgesamt 22 Musikstücken wurde am 29. September 2023 von Ghost Talk Records als Download veröffentlicht.
Die Premiere von Biosphere erfolgte am 10. September 2022 beim Toronto International Film Festival. Im Juni 2023 wurde der Film beim Sydney Film Festival gezeigt. Am 7. Juli 2023 kam er in ausgewählte US-Kinos und wurde bei AMC+ veröffentlicht.

## Rezeption
Von den bei Rotten Tomatoes aufgeführten Kritiken sind 80 Prozent positiv. Auf Metacritic erhielt der Film einen Metascore von 59 von 100 möglichen Punkten.